# James Clarke (cầu thủ bóng đá thập niên 1930)
James H. Clarke là một cầu thủ bóng đá người Anh thi đấu ở vị trí inside right.

## Sự nghiệp
Sinh ra ở Broomhill, Clarke thi đấu cho Mexborough Athletic, Bradford City và Goole Town. Đối với Bradford City ông có 9 lần ra sân ở Football League.